# Tessaropa boliviana
Tessaropa boliviana är en skalbaggsart som beskrevs av Martins och Maria Helena M. Galileo 2006. Tessaropa boliviana ingår i släktet Tessaropa och familjen långhorningar. Inga underarter finns listade i Catalogue of Life.